# Tim Klüssendorf

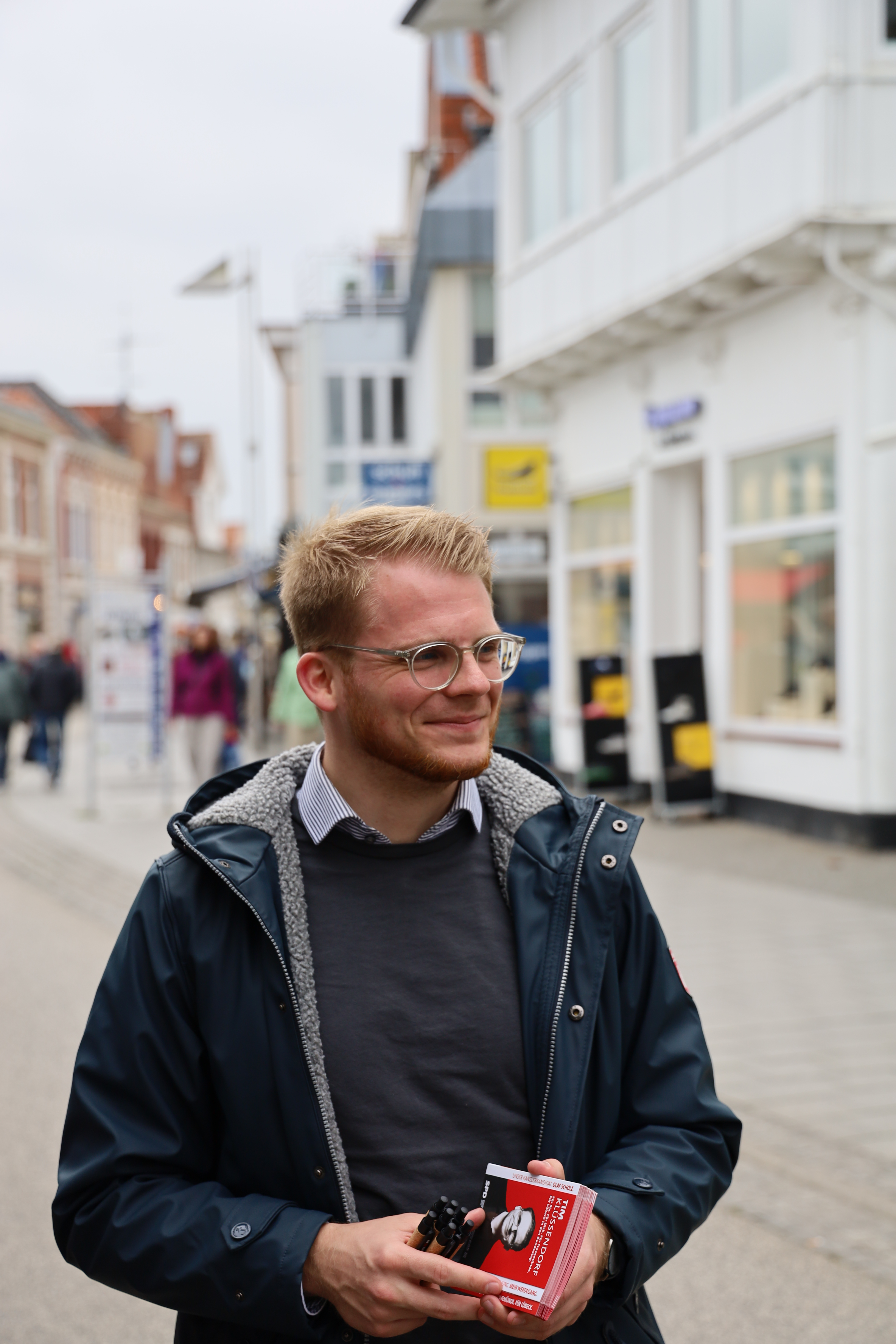
Tim Klüssendorf em 2021

Tim Klüssendorf (nascido a 16 de agosto de 1991) é um político alemão do Partido Social-Democrata da Alemanha que foi eleito membro do Bundestag por Lübeck nas eleições federais alemãs de 2021.